# Ego Tripping at the Gates of Hell
Ego Tripping at the Gates of Hell es un EP de la banda de rock estadounidense The Flaming Lips, lanzado a través de Warner Bros. Records a finales de 2003.
Se lanzó mientras se grababa At War With the Mystics, el álbum de estudio que sería la continuación de Yoshimi Battles the Pink Robots. A pesar de titularse igual que la canción "Ego Tripping at the Gates of Hell" que aparece en Yoshimi Battles the Pink Robots, la canción no aparece en su forma original, sino en forma de remix.

## Lista de canciones
| N.º | Título                                                                    | Duración |  |
| 1.  | «Assassination of the Sun»                                                | 4:25     |  |
| 2.  | «I'm a Fly in a Sunbeam (Following the Funeral Procession of a Stranger)» | 3:13     |  |
| 3.  | «Sunship Balloons»                                                        | 4:04     |  |
| 4.  | «Do You Realize??» (The Postal Service Remix)                             | 4:02     |  |
| 5.  | «Ego Tripping (Ego In Acceceration)» (Jason Bentley Remix)                | 5:32     |  |
| 6.  | «Ego Tripping» (Self-Admiration with Blow-Up Mix)                         | 6:34     |  |
| 7.  | «A Change at Christmas (Say It Isn't So)»                                 | 5:17     |  |

- Datos: Q5235765